# 非洲天门冬
非洲天门冬（学名：Asparagus densiflorus (Kunth) Jessop），又名非洲武竹。天門冬科 (或傳統上屬百合科) 天門冬属植物。原產于非洲南部。中国大陆的上海市、浙江省、湖北省、江苏省等地，目前已由人工引种栽培，偶見逸出。是一种优良的观叶植物，夏季开白色或淡红色小花。

## 分類

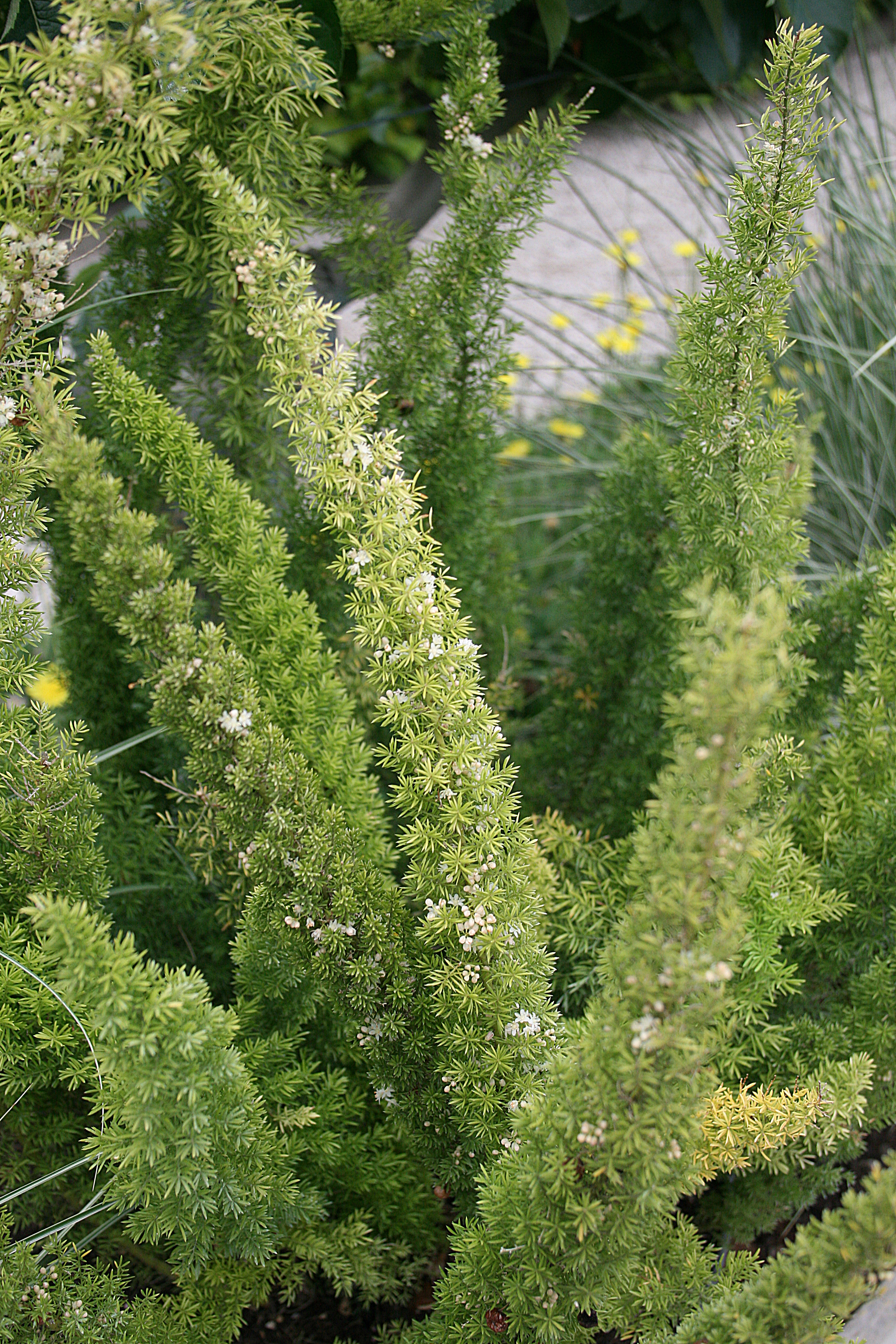
狐尾武竹

學名中種小名densiflorus為密花之意，指其花序通常為總狀或圓錐狀花序，每個花序密生多數花朵。
另一種常見的狐尾武竹 (Asparagus densiflorus (Kunth) Jessop 'Myers'，栽培品種名稱為"Myers")是一個非洲天門冬的栽培品種。其枝條及(其假葉)密生，且呈現狐狸尾巴的樣子。

## 形態
非洲天門冬是多少具攀緣性的亞灌木，枝條可長達1米。葉狀莖 (或稱為假葉，cladode，特化成為葉狀的莖) 1枚至5枚聚生於退化的鱗片狀葉腋，線形，長1厘米至3厘米，寬1.5毫米至2.5毫米。葉刺常形成倒鈎狀，在主枝條常木質化，尖銳，側枝上的葉刺則較軟且不尖銳。
花序在假葉之後發育，單一或成對腋生，每個花序是具多朵花朵的總狀花序或圓錐花序，長2厘米至2.5厘米；苞片線形，2毫米至5毫米，花梗約2毫米，中央具關節。花被白色，花瓣長約2毫米。雄蕊較花被短，極小。
漿果紅色，直徑8至10毫米，內有種子1或2顆。
花期：全年開花。
染色體數目：2n = 40, 60。